# معبد سيو
معبد سيو هو معبد بوذي لطائفة ماهايانا يقع في جاوة الوسطى، إندونيسيا. تم بنائه في القرن الثامن تقريباً.